# Dolores Dorn
 Dolores Dorn (Chicago, Illinois; 3 de marzo de 1934 - 5 de octubre de 2019) fue una actriz de cine y televisión estadounidense, quién fue popular por haber coprotagonizado las películas The Bounty Hunter (1954), Uncle Vanya (1957), y Underworld U.S.A. (1961).

## Carrera
El primer papel importante en la carrera de Dorn se dio en la película del oeste The Bounty Hunter, protagonizada por Randolph Scott. Donde interpretó a la esposa de Alan Ladd en la película 13 West Street y participó en la producción Underworld, U.S.A. en el papel de "Cuddles".
Dorn realizó apariciones en numerosas series de televisión como Ironside, Charlie's Angels, Simon & Simon, Run for Your Life y The Untouchables.

## Vida personal
Dorn estuvo casada con los actores Ben Piazza y Franchot Tone (de 1956 a 1959).